# 高砂熊蟬
为蟬科熊蟬屬下的一个种，分布於中國大陸福建、臺灣及綠島，每年6至10月左右出沒，具趨光性，公蟬體長約38—41（1.5—1.6英寸），母蟬約在36—40（1.4—1.6英寸）。種小名取自臺灣在日語中的別名「 Takasago」，為本種的模式產地所在。